# Sveriges allmänna rösträttsförbund
Sveriges allmänna rösträttsförbund, som grundades 1890, var en del av rösträttsrörelsen i Sverige. De ledande inom rörelsen var liberaler, men förbundet var öppet för alla. Året innan hade Sveriges socialdemokratiska arbetareparti bildats, och vad gällde synen på rösträtt sammanföll de båda rörelsernas intressen. Som symbol använde man sig av Östergötlands landskapsblomma blåklinten, eftersom de två östgötarna Isidor Kjellberg och Alfred Edling var två mycket starka drivkrafter inom rörelsen.
Rösträttsrörelsens första ordförande var Julius Mankell, officer och riksdagsledamot (liberal). Rösträttsförbundet organiserade på initiativ av socialdemokraten Hjalmar Branting en folkriksdag vid sidan av den orättvisa riksdag som visat sig vara ointresserad av allmän rösträtt. När Mankell avled 1897 övertogs ordförandeskapet av David Bergström, likaså han liberal riksdagsledamot. Sveriges allmänna rösträttsförbund upplöstes 1900 och övergick delvis i Frisinnade landsföreningen.